# Leandro Astelarra
Leandro Bautista Astelarra (Capilla del Señor, Buenos Aires, 9 de diciembre de 1883 - Bahía Blanca, 24 de agosto de 1943) fue un sacerdote argentino, primer obispo de la Diócesis de Bahía Blanca.
Ingresado muy joven al Seminario de Villa Devoto, fue un estudiante brillante, que mereció que el obispo Terrero lo enviara a la Universidad Gregoriana de Roma. Allí se doctoró en filosofía, en teología y en derecho eclesiástico y ordenado sacerdote en noviembre de 1908.
De regreso a su país, fue nombrado teniente cura de Avellaneda, y luego secretario de la curia de La Plata, hasta el año 1929. Formó parte de varios organismos eclesiásticos, tales como el Cuerpo de Consultores Diocesanos, la Comisión de Disciplina y Estudio del Seminario de La Plata, canónigo, profesor de derecho católico de la Universidad Católica Argentina, entre otros. Dirigió el periódico católico El Seminario.
Fue nombrado obispo de la recién creada Diócesis de Bahía Blanca el 13 de septiembre de 1935; fue consagrado en La Plata el 3 de marzo de 1936 y asumió el cargo el 23 del mismo mes y año.
Durante su mandato como obispo, fundó varias parroquias y creó un seminario en el pueblo de Adolfo Gonzales Chaves. También consagró la ermita de Nuestra Señora de Luján de la Sierra, en el pueblo de Saavedra, y bendijo el escudo de la ciudad de Bahía Blanca.
Falleció en ejercicio de su episcopado el 24 de agosto de 1943, y sus restos fueron inhumados en la Catedral de Nuestra Señora de la Merced de Bahía Blanca.
Una calle de la localidad de Río Luján lleva el nombre de este obispo.